# Jorge Arango Uribe
Jorge Arango Uribe (Manizales, 19 de septiembre de 1895-Manizales, 18 de junio de 1973) fue un arquitecto colombiano.

## Biografía
Nació en Manizales, Colombia. A pesar de no haber asistido a una universidad, le fue concedido el título de arquitecto por la Sociedad Colombiana de Arquitectos en reconocimiento a su labor como diseñador y constructor.
Su trabajo profesional se inicia en 1923 con Arango & Rodríguez, la cual fue la primera firma de ingenieros que se fundó en Manizales, para 1936 fue director general de los IV Juegos Atléticos Nacionales, celebrados en Manizales; en 1965 Junto con otros arquitectos participa en la fundación de la Sociedad Colombiana de Arquitectos seccional Caldas y en 1970 le fue otorgada la Medalla de Oro por parte de la Sociedad Colombiana de Arquitectos, su carrera profesional la desarrolló tanto en el sector público como privado. 

## Obras
- (1927) Edificio para la Sra. Zoila R. de Hoyos, Manizales, Colombia.
- (1936) Estadio Fernando Londoño Londoño, Manizales, Colombia.  (Demolido en 1992)
- (1936) Edifico Caldas Motor, Manizales, Colombia.
- (1939) Teatro Bolívar, Armenia, Colombia.  (Demolido)
- (1940) Cia. Colombiana de Seguros/Edificio Braulio Londoño, Pereira,  Colombia.
- (1942) Casa quinta Gustavo Mejía J., Manizales, Colombia.
- (1945) Hospital Infantil, Manizales, Colombia.
- (1946) Plaza de Mercado la Galería, Manizales, Colombia.
- (1946) Cia. Colombiana de Seguros, Armenia, Colombia.  (Remodelado)
- (1946) Residencia Rafael Henao T., Manizales, Colombia.
- (1948) Casa Alonso Bayer J., Manizales, Colombia.
- (1948) Casa Luis Prieto O. Manizales, Colombia. .
- (1949) Casa Luz Marina Zuluaga de V., Manizales, Colombia.
- (1949) Banco de Bogotá, Manizales, Colombia.
- (1949) Edificio Diario la Patria, Manizales, Colombia.
- (1950's) Edificio Telecom, Manizales, Colombia.
- (1950's) Coliseo Jorge Arango Uribe, Manizales, Colombia.
- (1952) Cia. Colombiana de Seguros, Manizales, Colombia.
- (1959) Edificio Banco de la República, Manizales, Colombia. (Demolido)
- (1959) Hospital Universitario, Manizales, Colombia. (En asocio con Alfonso Roa)